# Svartvit drillfågel
Svartvit drillfågel (Lalage nigra) är en fågel i familjen gråfåglar inom ordningen tättingar.

## Utseende
Svartvit drillfågel är en rätt liten (16,5–18 cm) gråfågel med som namnet avslöjar svartvit fjäderdräkt. Hanen är glansigt svart på mantel, skapularer och stjärt, medan den är grå på övergump och övre stjärttäckare. Vingarna är svarta med stora vita vingfläckar och vita kanter på vingpennorna. På huvudet syns svart panna, hjässa och nacke samt ett svart band från tygeln till nacken. I övrigt är det vitt, bland annat i ett iögonfallande ögonbrynsstreck. Även undersidan är vit, med grå anstrykning på bröstet.
Honan är gråbrun där hane är svart. Undersidan har en beigefärgad anstrykning med smala, svarta fjäll. Ungfågeln liknar honan, men ovansidan är brunare och på strupsidor, bröst och undre stjärttäckare syns svartaktiga spolstreck.

## Utbredning och systematik
Svartvit drillfågel delas in i tre underarter:
- Lalage nigra davisoni – förekommer på Nicobarerna
- Lalage nigra nigra – förekommer på Malackahalvön, Sumatra, Java och ett antal öar ute till havs
- Lalage nigra chilensis – förekommer på Borneo och de filippinska öarna

## Status och hot
Arten har ett stort utbredningsområde och en stor population, men tros minska i antal, dock inte tillräckligt kraftigt för att den ska betraktas som hotad. Internationella naturvårdsunionen IUCN kategoriserar därför arten som livskraftig (LC).